# Géry van Outryve d'Ydewalle
Géry Jacques Marie Madeleine Ghislain van Outryve d'Ydewalle (Brugge, 18 december 1946) is een Belgisch voormalig hoogleraar psychologie.

## Levensloop
Ridder van Outryve d'Ydewalle volbracht zijn middelbare studies aan het Sint-Lodewijkscollege in Brugge. Hij was in die tijd actief als fluitist in het 'Ter Duinen Barokensemble' later 'Collegium Instrumentale Brugense' van Patrick Peire. Hij werd voorzitter van de vzw die dit ensemble leidt, en bleef dit ook na de naamsverandering in 2008 naar 'Het Kamerorkest Brugge'.
Hij studeerde psychologie en filosofie aan de Katholieke Universiteit Leuven en specialiseerde in de leer- en geheugenpsychologie. Zijn doctoraat behaalde hij in 1974. Hij deed verder onderzoek in Engeland (London School of Economics en Birkbeck College) en in de Verenigde Staten (Rockefeller University NY). Hij werd ook laureaat van de Prijs psychologie van de Koninklijke Academie voor Wetenschappen, Letteren en Schone Kunsten. Van 1969 tot 1974 en van 1974 tot 1978 was hij verbonden aan het Nationaal Fonds voor Wetenschappelijk Onderzoek.

## Hoogleraar
In 1980 werd hij docent en in 1984 gewoon hoogleraar aan de K.U. Leuven. Hij bouwde er een laboratorium uit voor experimentele psychologie en ontving in 1992 de Francquiprijs voor zijn wetenschappelijk onderzoek.
Hij was vele jaren bestuurder, secretaris-generaal en voorzitter van de International Union of Psychological Science, een vereniging met wereldwijd 600.000 leden. Hij was voorzitter van de Belgische Vereniging voor Psychologie en secretaris-generaal van het Nationaal Comité voor Psychologie van de Koninklijke Vlaamse Academie van België voor Wetenschappen en Kunsten. In 1989 werd hij opgenomen als lid in de Academia Europaea.
Hij bestudeerde fundamentele processen in perceptie en geheugen.
Op 7 september 2012 werd zijn academisch emeritaat gevierd tijdens een academische zitting in het Paleis der Academiën in Brussel.

## Vast secretaris van de Koninklijke Academie
Géry d'Ydewalle werd in 1992 benoemd tot lid van de Koninklijke Vlaamse Academie van België voor Wetenschappen en Kunsten.
Per 1 september 2010 verliet hij zijn voltijdse baan aan de universiteit om vast secretaris te worden van de KVAB, in opvolging van Niceas Schamp. Vanuit deze functie kon hij mee het wetenschappelijk onderzoek in het land helpen bepalen.
Daarnaast omschreef hij zijn programma als volgt:
- méér interactie tussen de vier afdelingen van de Academie,
- betere vulgarisatie van het wetenschappelijk werk, om het toegankelijk te maken voor een breed publiek,
- de uitstraling van de Academie verbeteren en verjonging doorvoeren wat leidde tot de oprichting van de Jonge Academie.

In 2014 bood hij zijn ontslag aan als vast secretaris van de Koninklijke Academie en werd opgevolgd door Freddy Dumortier.

## Familie
Géry d'Ydewalle is getrouwd met Françoise Pouilliart en ze hebben drie zoons. Hij is zelf de voorlaatste van de zes kinderen van Pierre van Outryve d'Ydewalle en Marie-Thérèse Joos de ter Beerst.
Hij woont op 'Peereboomveld', een van de familiekastelen van de van Outryve d'Ydewalles in Sint-Andries.
In 2004 werd hij lid van de Edele Confrérie van het Heilig Bloed en was er in 2014-2015 proost van. In 2022 nam hij ontslag en werd erelid. In 2023 werd zijn echtgenote als eerste vrouw verkozen tot lid van de confrérie.

## Publicaties

### Artikels in wetenschappelijke tijdschriften
- Van Damme, I., d'Ydewalle, G. (2010). Incidental versus intentional encoding in the Deese-Roediger-McDermott paradigm: Does amnesic patients’ implicit false memory depend on conscious activation of the lure?. Journal of Clinical and Experimental Neuropsychology, 32 (5), 536-554.
- Van Damme, I., Menten, J., d'Ydewalle, G. (2010). The effect of articulatory suppression on implicit and explicit false memory in the DRM paradigm. Memory.
- Van Damme, I., d'Ydewalle, G. (2010). Confabulation versus experimentally induced false memories in Korsakoff patients. Journal of Neuropsychology, 4, 211-230.
- Van Damme, I., d'Ydewalle, G. (2009). Memory loss versus memory distortion: The role of encoding and retrieval deficits in Korsakoff patients' false memories. Memory, 17 (4), 349-366.
- Van Damme, I., d'Ydewalle, G. (2009). Implicit false memory in the DRM paradigm: Effects of amnesia, encoding instructions, and encoding duration. Neuropsychology, 23 (5), 635-648.
- Van Damme, I., d'Ydewalle, G. (2008). A cognitive neuropsychological approach to false memory: Korsakoff patients and the DRM paradigm. Netherlands Journal of Psychology, 64 (3), 96-111.
- Van Damme, I., d'Ydewalle, G. (2008). Elaborative processing in the Korsakoff syndrome: Context versus habit. Brain and cognition, 67 (2), 212-224.
- Sevenants, A., Schroyens, W., Dieussaert, K., Schaeken, W., d'Ydewalle, G. (2008). Truth table tasks: The relevance of irrelevant. Thinking & reasoning, 14 (4), 409-433.
- Germeys, F., d'Ydewalle, G. (2007). The psychology of film: perceiving beyond the cut. Psychological research, 71 (4), 458-466.
- d'Ydewalle, G., De Bruycker, W. (2007). Eye movements of children and adults while reading television subtitles. European psychologist : the journal for psychology in Europe, 12, 196-205.
- d'Ydewalle, G., Van Damme, I. (2007). Memory and the Korsakoff syndrome: Not remembering what is remembered. Neuropsychologia, 45 (5), 905-920.
- Van Lommel, S., Laenen, A., d'Ydewalle, G. (2006). Foreign-grammar acquisition while watching subtitled television programmes. British journal of educational psychology, 76, 243-258.
- Sevenants, A., d'Ydewalle, G. (2006). Does it matter to be pictured from below?. Psychologica Belgica, 46 (3), 199-210.
- Verschueren, N., Schaeken, W., d'Ydewalle, G. (2005). Everyday conditional reasoning: a working memory-dependent trade-off between counterexample and likelihood use. Memory and cognition, 33, 107-119.
- De Bruycker, W., d'Ydewalle, G., Orban, G. (2005). Brain regions associated with retention and retrieval in event-based prospective memory: evidence from functional magnetic resonance imaging. Journal of the international neuropsychological society/JINS, 11 (Suppl.2), 68.
- Verschueren, N., Schaeken, W., d'Ydewalle, G. (2005). A dual process specification of causal conditional reasoning. Thinking and reasoning, 11, 239-278.
- De Neys, W., Schaeken, W., d'Ydewalle, G. (2005). Working memory and everyday conditional reasoning: retrieval and inhibition of stored counterexamples. Thinking and reasoning, 11, 349-381.
- De Neys, W., Schaeken, W., d'Ydewalle, G. (2005). Working memory and counterexample retrieval for causal conditionals. Thinking and reasoning, 11, 123-150.
- Verschueren, N., Schaeken, W., Schroyens, W., d'Ydewalle, G. (2004). The interpretation of the concepts 'necessity' and 'sufficiency' in forward unicausal relations. Current Psychology Letters, 14 (3).
- Verschueren, N., Schaeken, W., De Neys, W., d'Ydewalle, G. (2004). The difference between generating counterexamples and using them during reasoning. Quarterly journal of experimental psychology, 57A, 1285-1308.
- De Neys, W., d'Ydewalle, G. (2003). Causal conditional reasoning and strenghth of association: the disabling condition case. The European journal of cognitive psychology, 15 (2), 161-176.
- van Diepen, P., d'Ydewalle, G. (2003). Early peripheral and foveal processing in fixations during scene perception. Visual cognition, 10 (1), 79-100.
- De Neys, W., Schaeken, W., d'Ydewalle, G. (2003). Inference suppression and semantic memory retrieval: every counterexample counts. Memory and cognition, 31 (4), 581-595.
- De Neys, W., Schaeken, W., d'Ydewalle, G. (2002). Causal conditional reasoning and semantic memory retrieval: a test of the semantic memory framework. Memory & Cognition, 30, 908-920.
- Dieussaert, K., Schaeken, W., d'Ydewalle, G. (2002). The relative contribution of content and context factors on the interpretation of conditionals. Experimental Psychology, 49 (3), 181-195.
- Dieussaert, K., Schaeken, W., d'Ydewalle, G. (2002). The impact of the nature of disabling conditions on the reasoning process. Current psychology letters: behaviour, brain and cognition, 3, 87-103.
- De Neys, W., d'Ydewalle, G., Schaeken, W., Vos, G. (2002). A Dutch, computerized, and group administrable adaptation of the operation span test. Psychologica Belgica, 42 (3), 177-190.
- Schroyens, W., Schaeken, W., d'Ydewalle, G. (2001). The processing of negations in conditional reasoning: a meta-analytic case study in mental model and/or mental logic theory. Thinking and reasoning, 7, 121-172.
- Germeys, F., d'Ydewalle, G. (2001). Revisiting scene primes for object locations. Quarterly journal of experimental psychology, 54A, 683-693.
- d'Ydewalle, G., Bouckaert, D., Brunfaut, E. (2001). Age-related differences and complexity of ongoing activities in time- and event-based prospective memory. American journal of psychology, 114 (3), 411-423.
- Welkenhuysen, M., Evers-Kiebooms, G., d'Ydewalle, G. (2001). The language of uncertainty in genetic risk communication: framing and verbal versus numerical information. Patient education and counseling, 43 (2), 179-187.
- Dieussaert, K., Schaeken, W., De Neys, W., d'Ydewalle, G. (2000). Initial belief state as a predictor of belief revision. Cahiers de Psychologie Cognitive, 19 (3), 277-288A.
- d'Ydewalle, G., Denis, M. (2000). Cognitive psychology and its successful spin-offs. International Journal of Psychology, 35, 298-299.
- Schroyens, W., Verschueren, N., Schaeken, W., d'Ydewalle, G. (2000). Conditional reasoning with negations: Implicit and explicit affirmation or denial and the role of contrast classes. Thinking and reasoning, 6, 221-251.
- Dieussaert, K., Schaeken, W., Schroyens, W., d'Ydewalle, G. (2000). Strategies during complex conditional inferences. Thinking & Reasoning, 6 (2), 125-160.
- Brunfaut, E., Vanoverberghe, V., d'Ydewalle, G. (2000). Prospective remembering of Korsakoffs and alcoholics as a function, of the ongoing task. Neuropsychologia, 38 (7), 975-984.
- Lavigne, F., Vitu, F., d'Ydewalle, G. (2000). The influence of semantic context on initial eye landing sites in words.
- d'Ydewalle, G. (2000). The case against a single consciousness center: Much ado about nothing?. European Psychologist, 5, 12-13.
- Schroyens, W., Vitu, F., Brysbaert, M., d'Ydewalle, G. (1999). Eye movement control during reading: Foveal load and parafoveal processing. Quarterly journal of experimental psychology section a-human experimental psychology, 52 (4), 1021-1046.
- Van Diepen, P., Ruelens, L., d'Ydewalle, G. (1999). Brief foveal masking during scene perception. Acta Psychologica, 101 (1), 91-103.
- Schroyens, W., Schaeken, W., Verschueren, N., d'Ydewalle, G. (1999). Conditional reasoning with negations: Matching bias and implicit versus explicit affirmation or denial. Psychologica belgica, 39 (4), 235-258.
- Schroyens, W., Schaeken, W., d'Ydewalle, G. (1999). Error and bias in meta-propositional reasoning: A case of the mental model theory. Thinking and Reasoning, 5, 29-65.
- Koolstra, C., Van derVoort, T., d'Ydewalle, G. (1999). Lengthening the presentation time of subtitles on television: Effects on children's reading time and recognition. Communications, 24, 407-422.
- d'Ydewalle, G. (1999). The psychology of film perception. Psicologia Italiana, 17, 11-13.
- d'Ydewalle, G., Luwel, K., Brunfaut, E. (1999). The importance of on-going concurrent activities as a function of age in time- and event-based prospective memory. European journal of cognitive psychology, 11 (2), 219-237.
- d'Ydewalle, G., Van de Poel, M. (1999). Incidental foreign-language acquisition by children watching subtitled television programs. Journal of Psycholinguistic Research, 28, 227-244.
- Dieussaert, K., Schaeken, W., Schroyens, W., d'Ydewalle, G. (1999). Strategies for dealing with complex deductive problems: Combining and dividing. Psychologica belgica, 39 (4), 215-234.
- Welkenhuysen, M., Evers-Kiebooms, G., d'Ydewalle, G. (1997). Unrealistic optimism about specific genetic risks and perceived preventability. Psychologica Belgica, 37 (3), 169-181-1997.
- De Graef, P., Jolicoeur, P., d'Ydewalle, G. (1992). Introduction to the special issue on object perception and scene analysis. Canadian journal of psychology-revue canadienne de psychologie, 46 (3), 317-318.
- van Outryve d'Ydewalle, G., Praet, C., Verfaillie, K., Van Rensbergen, J. (1991). Watching subtitled television - automatic reading behavior. Communication research, 18 (5), 650-666.
- Verfaillie, K., van Outryve d'Ydewalle, G. (1991). Representational momentum and event course anticipation in the perception of implied periodical motions. Journal of experimental psychology-learning memory and cognition, 17 (2), 302-313.
- Wagemans, J., Van Gool, L., Vanden Bossche, P., d'Ydewalle, G. (1990). Orientational effects of axis and virtual lines in symmetry detection. Perception, 19, 84-84.
- Wagemans, J., Van Gool, L., Vanden Bossche, P., d'Ydewalle, G. (1990). Orientational effects in the detection of bilateral and skewed symmetry. Bulletin of the psychonomic society, 28 (510).

### Boeken, als uitgever of directeur
- Progress in psychological science around the world: Volume 1: Neural, cognitive and developmental issues. (Jing, Q., Ed., Rosenzweig, M., Ed., d'Ydewalle, G., Ed., Zhang, H., Ed., Chen, H., Ed., Zhang, K., Ed.). Hove, U.K.: Psychology Press, 2006.
- Bilingualism and second language acquisition. (Morais, J., Ed., d'Ydewalle, G., Ed.). Brussels: Royal Academies for Science and the Arts of Belgium, 2006.
- d'Ydewalle, G., Psychological concepts: An international historical perspective. (Pawlik, K., Ed.). Psychology press, 2006.
- Progress in psychological science around the world: Volume 2: Social and applied issues. (Jing, Q., Ed., Rosenzweig, M., Ed., d'Ydewalle, G., Ed., Zhang, H., Ed., Chen, H., Ed., Zhang, K., Ed.). Hove, U.K.: Psychology Press, 2006.
- Cognition in human learning and motivation. (van Outryve d'Ydewalle, G., Ed., Lens, W., Ed.). Leuven & Hillsdale, NJ: Leuven University Press & Erlbaum, 1981.
- Time and the dynamic control of behavior. (De Keyser, V., Ed., d'Ydewalle, G., Ed., Vandierendonck, A., Ed.). Seattle, WA: Hogrefe & Huber, 1998.
- Referaten op internationale bijeenkomsten en symposia.